# Lekarniška macesnovka
Lekarniška macesnovka (znanstveno ime Laricifomes officinalis) je gliva iz rodu macesnovk (Laricifomes). Že od srednjega veka je opisana v farmakopejah kot medicinska goba. Specifični epitet »officinalis« se nanaša tudi na to rabo in je izveden iz latinske besede »officina«, prodajni prostor in recept v lekarni, pravzaprav prostor, v katerem se izdelujejo zdravila.
Prej je bila znana pod imenom lekarniška kresilača (Fomitopsis officinalis). Češki mikologi so jo uvrstili v poseben rod Laricifomes zaradi njihove kredaste in drobljive konsistence, površino klobuka brez smolnate skorje in prisotnost napihnjenih skleridov z zelo debelimi stenami. Novejše molekularne filogenetske raziskave so potrdile, da tvori ločeno sorodstveno linijo, ki je oddaljena od kresilač (Fomitopsis).
V Sloveniji je redka in zaščitena. Na mednarodnemu rdečemu seznamu je označena za ogroženo vrsto.

## Značilnosti
Klobuki so poličaste oblike in so večletni. Vsako leto zraste nova plast, kar starejše primerke naredi podolgovato valjaste. V širino dosežejo od 10 do 15 centimetrov in v dolžino od 10 do 20, v nekaterih primerih do okoli 60 centimetrov. Zgornji del je v mladosti kremno bel, v starosti siv do sivočrn, rahlo valovit, pogosto močno razpokan in pokrit s tanko skorjo. Rob je topo izbočen, kremasto bel do rjavkast.
Trosovnica je cevasta s porami, ki so obarvane od smetanasto bele do rumenkaste ali oranžne do rjavkaste barve. Cevke so oglate do zaobljene, približno 3 na milimeter, dolge približno 5 do 10 milimetrov in le nerazločno plastene. 
Meso gobe (trama) je belo, v mladosti žilavo in plutasto in v starosti suho s kredasto, krhko konsistenco. Ima grenak okus in vonj po moki.

## Razširjenost in življenjski prostor
Lekarniška macesnovka raste na ležečih in stoječih deblih živih ali mrtvih macesnov, v Alpah na evropskem macesnu (Larix decidua). V Sibiriji se pojavlja na lokalnih vrstah macesna Larix sibirica, Larix gmelinii in Larix cajanderi. Redkeje ga najdemo na drugih rodovih iglavcev. Zdi se, da v Severno Ameriške sorte niso tako tesno povezane z macesnom in se tam pojavlja na različnih rodovih iglavcev. Napadajo tako živ kot mrtev les. Okužba povzroči nastanek rjave gnilobe. Kljub okužbi lahko macesni z gobo preživijo še desetletja.
Ker rastejo predvsem v starih gozdovih, ki so izpostavljeni boleznim, invazivnim vrstam in krčenju, je v zadnjem času prišlo do močnega zmanjšanja njihovega življenskega okolja. Poleg tega jo je še posebej težko gojiti, čeprav obstaja nekaj obetavnih obetavnih raziskav o njihovem gojenju tudi v Sloveniji. Da bi preprečili izumrtje Agarikona, je treba ohraniti gozdove in preprečiti nekontrolirano nabiranje, zato je ta gliva tudi v Sloveniji na seznamu zavarovanih vrst.

## Mikroskopske značilnosti
Trosni odtis je bele barve. Trosi so prosojni, gladki, podolgovato eliptični in merijo v dolžino 4,5–5,5 μm.

## Podobne vrste
- bukova kresilka (Fomes fomentarius) rase predvsem na listavcih in ne tvori tako značilno plastovitih gob

## Uporabnost
Neužitna.
Že v antičnih časih je bila poznana kot medicinska goba. Večina avtorjev domneva, da se medicinska goba agaricus (αγαρικόν, tudi agaricum, agaricon, najdena v »Agariji v Sarmatiji«, v deželi agarjev, Agaroi), ki jo je opisal Pedanios Dioscorides v prvem stoletju našega štetja, nanaša na to vrsto.
Za tradicionalno uporabo so bile nabrane gobe posušene in zdrobljene. Ime zdravila je bilo Fungus laricis. Uporabljali so ga pri kašlju, tuberkulozi, astmatičnih boleznih, vročini in revmi. Uporaba v ljudski medicini ni dokumentirana samo v alpski regiji, ampak tudi v Ukrajini in pri indijanskih ljudstvi Severne Amerike, kjer je imela tudi obredni pomen. Nabiranje in prodaja plodov farmacevtom je bila dolgo dobrodošel dodaten zaslužek za revne prebivalce alpskih dežel, zato so bile lokacije vedno tajne. Prekomerno nabiranje skozi stoletja naj bi veliko prispevalo k redkosti teh gob.

## Galerija slik
- Lekarniški macesnovki
- Ameriški mikolog Paul Stamets z lekarniško macesnovko